# 長谷川順
長谷川 順  (はせがわ じゅん、1943年または1944年 - ) は、日本の地方公務員。広島市都市計画局長、同経済局長、同水道局長を歴任。瑞宝小綬章受章。

## 人物・経歴
広島市役所入庁、1999年 (平成11年) 4月 都市計画局長、経済局長、2003年4月 同職を米神健と交代し水道局長、2005年3月 江郷道生を後任として同職退任、市役所を辞職。
退職後に広島県住宅産業四団体協議会 世話人代表、一般社団法人広島県住宅産業協会 事務局長、ひろしま住まいづくりコンクール2016 審査委員。

## 著作
- 「官界マン 元気な広島のために強力な援護部隊に」(広島ビジネス界収録)[6]
- 「広島水道における水道ビジョンの推進 運営のキーワードは「持続」--事業環境の変化を踏まえ進むべき方向を検討」(水道公論 / 日本水道新聞社 [編])[7]

## 栄典
- 2005年9月 日本水道協会会長表彰[8]
- 2023年11月 令和5年秋の叙勲で地方自治功労により瑞宝小綬章を受章[1]